# فيري غون
فيري غون (باليابانية: フェアリーゴーン، بالروماجي: Fearī Gōn) (بالإنجليزية: Fairy Gone)‏ هو مسلسل أنمي ياباني تلفزيوني، من أخرج كينيتشي سوزوكي، أنتج من قبل استوديو P.A.Works، وعرض في 7 أبريل 2019، واستمر عرضه حتى 23 يونيو 2019، وتكون عدد حلقاته 12 حلقة.

## القصة
تدور أحداث القصة عن عالم مزقته الحروب، في أعقاب حرب الوحدة، تتحد جميع دول قارة إيستالد بالقوة تحت حاكم واحد. خلال الحرب تم زرع أعضاء الجنيات في أجسام الجنود، مما سمح لهم باستدعاء الجنيات القوية للقتال تحت قيادتهم. هؤلاء الجنود أطلق عليهم اسم «الجنود الجنيات» واستخدموا كأدوات في حرب. وبعد أنتهاء فقد الجنود الجنيات هدفهم، وبدأ البعض العمل لصالح الحكومة، وانضم بعضهم إلى المافيا، وأصبح بعضهم إرهابيين، حيث اختار كل منهم طريقته الخاصة للعيش. لمكافحة هذا التهديد تم تشكيل وكالة حكومية أسمها «دوروثيا»، والغرض الوحيد منها هو محاربة مستخدمي الجنيات الغير الشرعيين. واحدة من أحدث المجندين في دوروثيا، ماريليا، التي تتعاون مع المخضرم فيري على أمل تعقب صديقتها المفقودة منذ فترة طويلة فيرونيكا، التي تعمل الآن كجندي جنيات غير قانوني لصالح منظمة غير معروفة تتطلع إلى استعادة قطعة أثرية.

## الشخصيات
ماريا نويل (باليابانية: マーリヤ・ノエル، بالروماجي: Māriya noeru)
مؤدية الصوت: كانا إيتشينوسي 
فري أندابا (باليابانية: フリー・アンダーバー، بالروماجي: Furī andābā)
مؤدي الصوت: تومواكي ماينو
فيرونيكا ثورن (باليابانية:  ヴェロニカ・ソーン، بالروماجي: Vueronika sōn)
مؤدية الصوت: أياكا فوكوهارا
ولفران رو (باليابانية: ウルフラン・ロウ، بالروماجي: Urufuran rō)
مؤدي الصوت: يوشيماسا هوسويا
كلارا كيسيناريا (باليابانية: クラーラ・キセナリア، بالروماجي: Kurāra kisenaria)
مؤدية الصوت: أياكا سوا

## وصلات خارجية
- الموقع الرسمي (باليابانية)
- فيري غون على موقع ANN anime (الإنجليزية)